# Dureil
Dureil ist eine französische Gemeinde mit 61 Einwohnern (Stand: 1. Januar 2022) im Département Sarthe in der Region Pays de la Loire. Sie gehört zum Arrondissement La Flèche und zum Kanton Sablé-sur-Sarthe. Die Einwohner werden Dureillois und Dureilloises genannt.

## Geographie

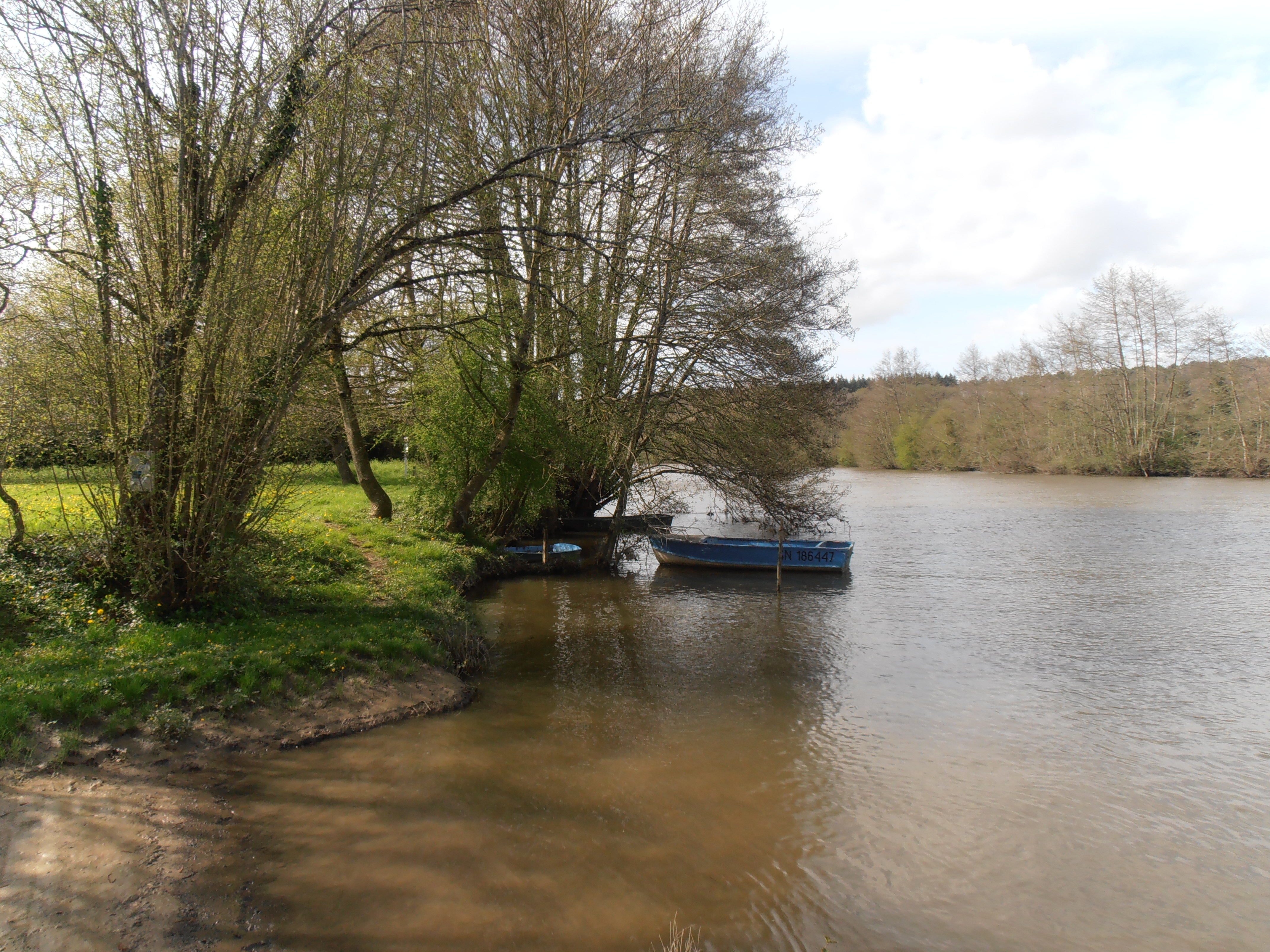
Sarthe bei Dureil

Dureil liegt in der historischen Provinz Maine etwa 25 Kilometer südwestlich von Le Mans an der Sarthe, der die Gemeinde im Norden begrenzt. Umgeben wird Dureil von den Nachbargemeinden Noyen-sur-Sarthe im Norden und Osten, Malicorne-sur-Sarthe im Süden und Südosten, Parcé-sur-Sarthe im Süden und Westen sowie Avoise im Westen und Nordwesten.
Durch die Gemeinde führt die Autoroute A11. 

## Bevölkerungsentwicklung
| 1962                       | 1968 | 1975 | 1982 | 1990 | 1999 | 2006 | 2018 | 2021 |
| -------------------------- | ---- | ---- | ---- | ---- | ---- | ---- | ---- | ---- |
| 114                        | 101  | 75   | 73   | 77   | 74   | 68   | 72   | 65   |
| Quellen: Cassini und INSEE |      |      |      |      |      |      |      |      |

## Sehenswürdigkeiten
- Kirche Saint-Charles
- Schloss Le Petit Bois aus dem 16. bis 19. Jahrhundert

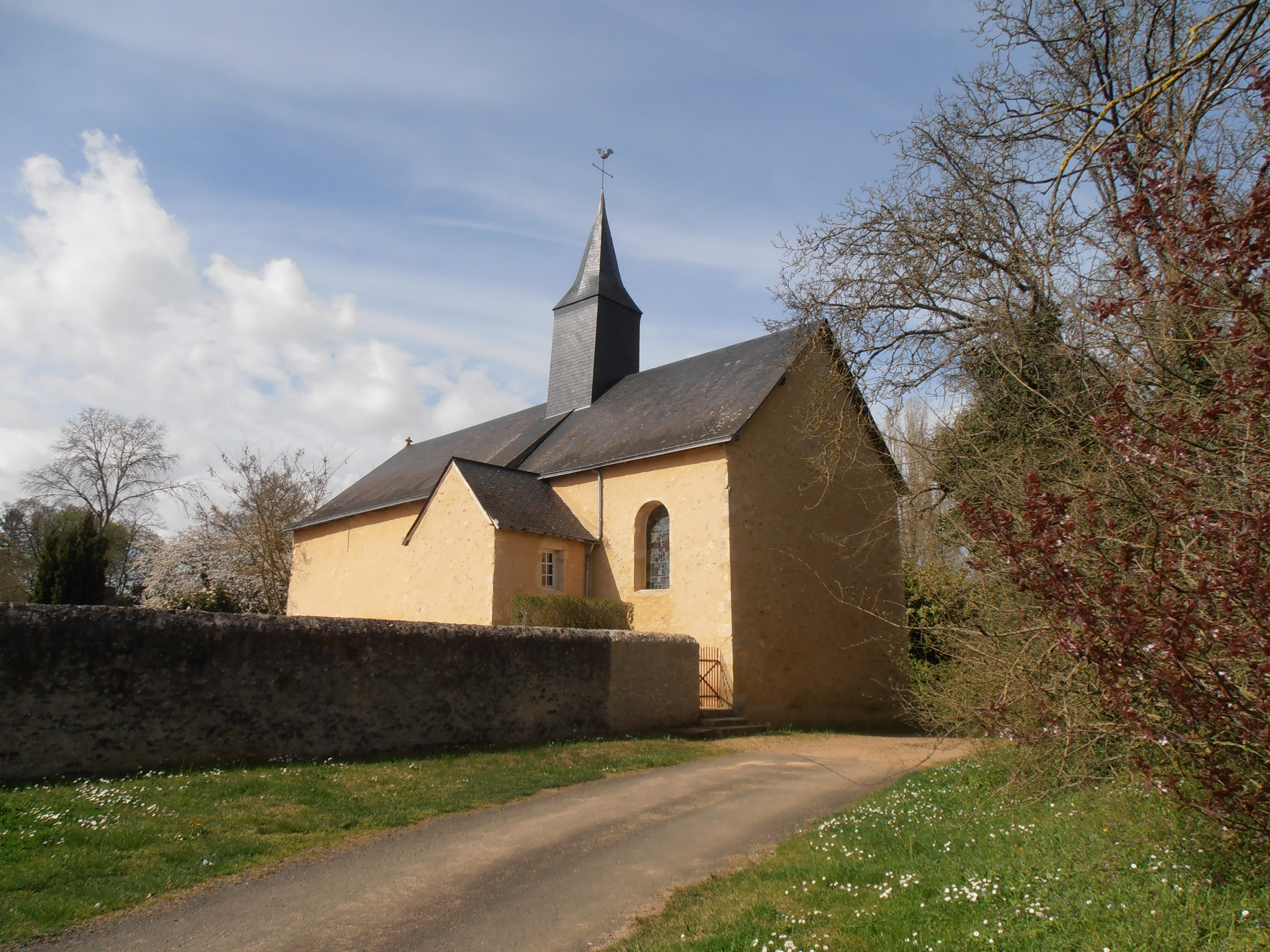
Kirche Saint-Charles